# Indywidualne Mistrzostwa Polski w Zapasach 1965

## Mistrzostwa Polski w Zapasach1965

### Mężczyźni
- styl wolny

18. Mistrzostwa Polski – x – x 1965, Chełmża
- styl klasyczny

35. Mistrzostwa Polski – x – x 1965, Wrocław

## Medaliści

### Mężczyźni

#### Styl wolny
| Kategoria:  | Złoto:                                    | Srebro:                             | Brąz:                                  |
| 52 kg       | Leonard Świderski Sulimirczyk Sulmierzyce | Antoni Smorczewski Drukarz Warszawa | Arnold Kropp Boruta Zgierz             |
| 57 kg       | Lesław Kropp Boruta Zgierz                | Andrzej Kowalski Skra Warszawa      | Zbigniew Żedzicki GKS Dąbrowa Górnicza |
| 63 kg       | Tadeusz Trojanowski Drukarz Warszawa      | Eugeniusz Najmark Gwardia Warszawa  | Tadeusz Łata Lotnik Wrocław            |
| 70 kg       | Jan Żurawski Drukarz Warszawa             | Marek Roszkiewicz Lotnik Wrocław    | Jerzy Wesołowski Slavia Ruda Śląska    |
| 78 kg       | Mirosław Żywczyk Gwardia Warszawa         | Marek Grob Drukarz Warszawa         | Lech Pauliński Sulimirczyk Sulmierzyce |
| 87 kg       | Bronisław Trzcionkowski Lotnik Wrocław    | Jan Motyl Boruta Zgierz             | Jan Wypiorczyk Budowlani Łódź          |
| 97 kg       | Bogdan Bartkowiak Sulimirczyk Sulmierzyce | Bolesław Sidorowicz Skra Warszawa   | Tadeusz Rozum Sulimirczyk Sulmierzyce  |
| ponad 97 kg | Ryszard Długosz Stal Rzeszów              | Czesław Walicht Lech Poznań         | Władysław Szulc Rokita Brzeg Dolny     |

#### Styl klasyczny
| Kategoria:  | Złoto:                              | Srebro:                              | Brąz:                                |
| 52 kg       | Stefan Hajduk Gwardia Warszawa      | Roman Kochański Spójnia Gdańsk       | Bogdan Miecznik Energetyk Poznań     |
| 57 kg       | Brunon Broja Pogoń Ruda Śląska      | Józef Malik Siła Mysłowice           | Gerard Widriński Unia Racibórz       |
| 62 kg       | Bernard Knitter Siła Mysłowice      | Tadeusz Malinowski Siła Mysłowice    | Czesław Korzeń Wisłoka Stomil Dębica |
| 67 kg       | Kazimierz Macioch Gwardia Warszawa  | Jan Adamaszek Siła Mysłowice         | Stefan Jurgiel Flota Gdynia          |
| 73 kg       | Henryk Krzyżanowski Pafawag Wrocław | Piotr Grabowski Legia Warszawa       | Henryk Przygoda Siła Mysłowice       |
| 79 kg       | Bolesław Dubicki Legia Warszawa     | Adam Ostrowski Pafawag Wrocław       | Tadeusz Czubryj Warta Poznań         |
| 87 kg       | Bolesław Mackiewicz Pafawag Wrocław | Włodzimierz Smoliński Legia Warszawa | Wiktor Zarzecki Unia Racibórz        |
| ponad 87 kg | Jan Włodarczyk Unia Swarzędz        | Edward Wojda Flota Gdynia            | Kazimierz Wiercimok Siła Mysłowice   |